# Provincia Autonoma Ungherese

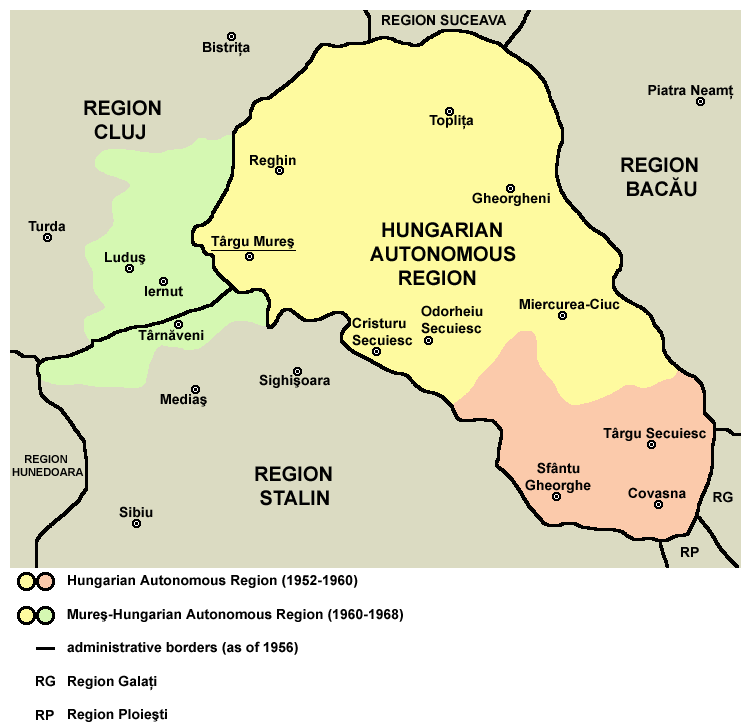
Cartina della Provincia Autonoma Ungherese

La Provincia Autonoma Ungherese (in rumeno: Regiunea Autonomă Maghiară, in ungherese: Magyar Autonóm Tartomány) fu una regione autonoma situata nella Repubblica Popolare Rumena tra il 1952 e il 1968. Comprendeva dieci distretti del territorio abitato dalla popolazione di Székely ungheresi. La popolazione totale della provincia era, secondo il censimento del 1956, composta da: ungheresi (77,3%), rumeni (20,1%), zingari (1,5%), tedeschi (0,4%) ed ebrei (0,4%). Le lingue ufficiali della provincia erano l'ungherese e il rumeno, e il centro amministrativo provinciale era situato a Târgu Mureș (Marosvásárhely).

## Storia
Il suo status fu definito nella Costituzione del 1952; la regione comprendeva circa un terzo degli ungheresi residenti in Romania, mentre il resto della popolazione ungherese viveva in zone a maggioranza rumena o lungo i confini, dove una regione basata esclusivamente sull'etnia avrebbe potuto suscitare paure di irredentismo o problemi di sicurezza. In pratica, lo status della regione non differiva da quello delle altre sedici regioni e non godette di autonomie di alcun tipo—le leggi, le decisioni e le direttive centrali erano rese obbligatorie dalla costituzione che aveva creato la regione, e il Consiglio di Stato della Regione Autonoma era solo un'istituzione fantoccio. Le sole caratteristiche distinguibili della Regione erano la predominanza di cariche occupate da ungheresi, l'utilizzo della lingua ungherese dell'amministrazione e nei tribunali e i cartelli bilingui sui palazzi pubblici. Inoltre, l'ala ungherese del Partito Comunista Rumeno fu abolita nel 1953, ponendo fine ad ogni meccanismo di difesa dei diritti della minoranza ungherese.
Nel dicembre 1960 un decreto governativo modificò i confini della Provincia Autonoma Ungherese. La sua parte meridionale fu annessa alla Provincia di Stalin, che fu poi chiamata Distretto di Brașov. Al posto di questa parte, furono annessi numerosi distretti nella parte sud-occidentale. La provincia non fu più chiamata Provincia Autonoma Ungherese, ma Provincia Autonoma Ungherese-Mureș, prendendo il nome anche dal fiume Mureș (Maros). La percentuale di ungheresi fu ridotta dal 77,3% al 62%.
Nel 1968 il governo della Romania pose fine alla divisione amministrativa della nazione in regioni e reintrodusse gli județ (distretti), ancora in uso oggi. Questa operazione eliminò automaticamente la Provincia Autonoma Ungherese-Mureș e la sostituì con distretti che non erano correlati a nessuna nazionalità. I tre nuovi distretti costituiti sulla maggior parte del territorio dell'ex Provincia Autonoma sono quelli di Mureș, Harghita e Covasna.
Oggi in due di questi distretti, vale a dire Harghita e Covasna, gli ungheresi costituiscono la maggioranza degli abitanti. La legislazione rumena permette l'uso della lingua a una minoranza etnica - purché raggiunga almeno il 20% della popolazione di un territorio municipale - nelle relazioni con l'amministrazione, e lo stato provvede all'educazione come anche alla segnaletica nella lingua della rispettiva minoranza etnica.